# The Playing Favorites
The Playing Favorites est un groupe de pop punk américain, originaire de Santa Barbara, en Californie. Suburban Home Records (indépendant) est l'actuel label de ce nouveau groupe américain. À noter la présence d'une des voix du punk rock, le chanteur Joey Cape, frontman de Lagwagon et du groupe Bad Astronaut.

## Biographie
The Playing Favorites est formé lors d'une nuit festive au Japon entre Joey Cape et Luke Tierney pendant une tournée avec leurs groupes respectifs Me First and the Gimme Gimmes et The Penfifteen Club). Ils feront la rencontre de Tim Cullen (artiste solo et ex-Summercamp), Marko DeSantis (guitariste de Sugarcult et bassiste de Bad Astronaut), et Mick Flowers (Popsicko, The Rentals, The Lapdancers).
Leur premier et unique album, I Remember When I Was Pretty, est publié le 4 décembre 2007,,. Les chansons sont enregistrées en l'espace de cinq jours.

## Membres
- Mick Flowers - batterie
- Marko Desantis - chant, guitare, basse
- Luke Tierney - chant, guitare, basse, claviers
- Tim Cullen - chant, guitare, basse, claviers, batterie
- Joey Cape - chant, guitare, claviers, batterie

## Discographie
- 2007 : I Remember When I Was Pretty